# Wilhelm von Humboldt

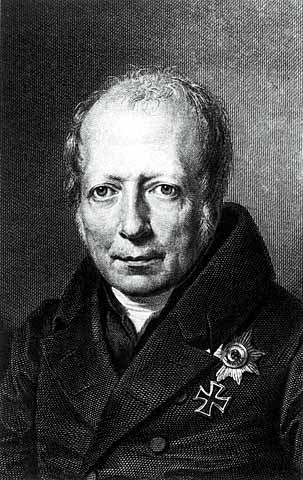
Wilhelm von Humboldt

Friedrich Wilhelm Christian Karl Ferdinand Freiherr von Humboldt (Potsdam, 22 juni 1767 – Slot Tegel bij Berlijn, 8 april 1835) was een Duits taalwetenschapper, filosoof en staatsman en medeoprichter van de Friedrich-Wilhelms-Universität, de tegenwoordige Humboldtuniversiteit te Berlijn. Als onderwijshervormer in dienst van het Pruisische Ministerie van Onderwijs ontwierp hij een nieuwe organisatie van het onderwijs in de geest van het neo-humanisme. Zijn vormingsideaal is bekend geworden als het 'Humboldtsche Bildungsideal'. Het gymnasium en de universiteit veranderden daardoor in 'Bildungs-instituten'. Wilhelm was de oudere broer van Alexander von Humboldt.

## Achtergrond en studiejaren
Humboldt werd in 1767 geboren als oudste zoon van de majoor en kamerheer Alexander Georg von Humboldt (1720-1779) uit een Pommers geslacht dat in 1738 in de adelstand was verheven. Zijn moeder, Maria Elisabeth Colomb (1741-1796), weduwe van een baron von Holwede, stamde uit een Zuid-Frans hugenotengeslacht.
Hij ontving onderwijs van huisleraren, onder wie Joachim Heinrich Campe, in onder meer moderne en klassieke talen en wiskunde en kreeg later privécolleges in rechten en in filosofie. In 1787-1788 studeerde hij rechten in Frankfurt (Oder) en vervolgens te Göttingen, waar hij zich met het werk van Immanuel Kant en Christian Gottlob Heyne bezighield en bij Georg Christoph Lichtenberg klassieke taal- en letterkunde en natuurwetenschappen studeerde. Met Campe reisde hij in 1789 naar Parijs, waar hij ooggetuige van de Franse Revolutie was. Hij leerde te Weimar, waar hij de winter van 1789 op 1790 doorbracht, zijn latere vrouw Caroline von Dacheröden en Karl Theodor von Dalberg kennen. Via Caroline kwam hij in contact met Friedrich Schiller, met wie hij een hechte vriendschap zou ontwikkelen. Hij kreeg in de zomer van 1790 te Berlijn een functie in dienst van de Pruisische staat. Met Caroline, sinds 29 juni 1790 zijn echtgenote, trok hij zich in 1791 echter terug op haar familiegoederen in Erfurt en Weimar en sinds 1794 in Jena. In deze Thüringse jaren werkte hij nauw samen met Schiller en Johann Wolfgang Goethe.

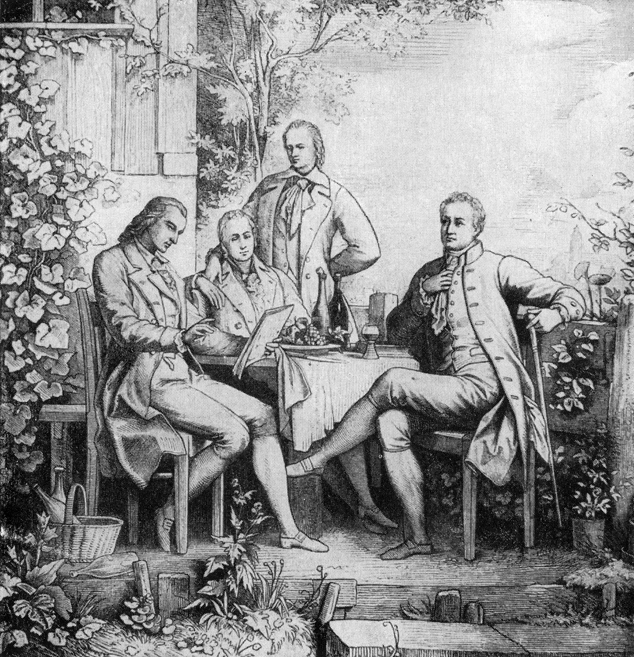
Friedrich Schiller, Wilhelm von Humboldt, Alexander von Humboldt en Johann Wolfgang Goethe

## Politiek en diplomatie
Humboldt werd met de dood van zijn moeder in 1796 financieel onafhankelijk. Van 1797 tot 1801 verbleef hij wederom in het revolutionaire Parijs en bezocht hij Madrid, Sevilla en Baskenland. Hij werd in 1802 Pruisisch resident bij de Heilige Stoel te Rome. Deze comfortabele positie liet hem genoeg tijd om van zijn huis een cultureel en wetenschappelijk centrum te maken. Onder zijn gasten daar waren Lucien Bonaparte, de latere koning Lodewijk I van Beieren, Karl Friedrich Schinkel, August Wilhelm Schlegel, Madame de Staël en zijn broer Alexander.
Humboldt had zijn liberale gezindheid reeds in 1792 verwoord in zijn Ideen zu einem Versuch, die Grenzen der Wirksamkeit des Staates zu bestimmen ('Ideeën over een poging de grenzen van de werkzaamheid van de staat te bepalen'). In dit werk, dat pas in 1852 volledig verscheen, reageerde hij tegen de paternalistische Polizeistaat die te veel taken op zich nam. Vrijheid was het hoogste goed voor de menselijke ontplooiing en staatsinmenging was voor deze vrijheid het grootste gevaar. Zaken als onderwijs, armenzorg, huwelijk en godsdienst moesten aan het initiatief en de moraliteit van individuen worden overgelaten. De staat moest zich ertoe te beperken zijn onderdanen te beschermen tegen geweld, dus in essentie tot defensie, diplomatie en justitie. Directe belastingen zouden volstaan om dit gereduceerde staatsapparaat te financieren. De bureaucratie moest tot een minimum worden herleid, want ze zorgde ervoor dat hoogopgeleide personen zich bezighielden met futiele formaliteiten.
In 1809 werd Humboldt hoofd van de afdeling Eredienst en Onderwijs in het Pruisische ministerie van Binnenlandse Zaken. In die hoedanigheid stelde hij in het kader van de Pruisische hervormingen het gehele onderwijswezen onder staatstoezicht en trachtte hij hoog gekwalificeerd personeel op te leiden. Hieraan moesten de in 1809 gestichte gymnasia bijdragen, alsmede de kroon op zijn werk, de in 1810 in de geest van het Bildungsideaal gestichte Universiteit van Berlijn (thans Humboldt-universiteit), waaraan Friedrich Schleiermacher, Friedrich Carl von Savigny, Johann Gottlieb Fichte en Barthold Georg Niebuhr doceerden.
Humboldt werd in 1812 gezant te Wenen. In 1813 was hij als Pruisisch gevolmachtigde aanwezig bij het Congres van Praag. Het was met name aan hem te danken dat Oostenrijk zich bij de anti-napoleontische Zesde Coalitie van Pruisen en Rusland aansloot. Met Karl August von Hardenberg was hij in 1814-1815 als gevolmachtigde aanwezig op het Congres van Wenen. Hij had een werkzaam aandeel in de oprichting van de Duitse Bond, maar kon zijn liberale ideeën hierover door tegenwerking van met name Klemens von Metternich niet verwezenlijken. In 1815 ondertekende hij mede het Verdrag van Parijs, in 1815-1816 was hij aanwezig bij de territoriale onderhandelingen te Frankfurt am Main en sinds oktober 1817 was hij een jaar gezant te Londen. In 1818 nam hij deel aan het Congres van Aken.
Als minister voor standen en plaatselijk bestuur (1819) ontwierp hij een grondwet die in volksvertegenwoordiging en regionaal zelfbestuur voorzag. Zijn aandringen deze grondwet aan te nemen, zijn afwijzende houding jegens de reactionaire besluiten van Karlsbad en zijn oppositie tegen Hardenberg leidden op 31 december 1819 tot zijn ontslag. Met hem traden Hermann von Boyen en Karl Friedrich von Beyme af.
In 1830, een jaar na de dood van zijn vrouw, benoemde koning Frederik Willem III Humboldt bij wijze van verzoening weer in de staatsraad. In deze functie had hij echter geen wezenlijke politieke invloed. Hij stierf in 1835 op zijn familieslot Tegel, dat hij door Karl Friedrich Schinkel had laten verbouwen.

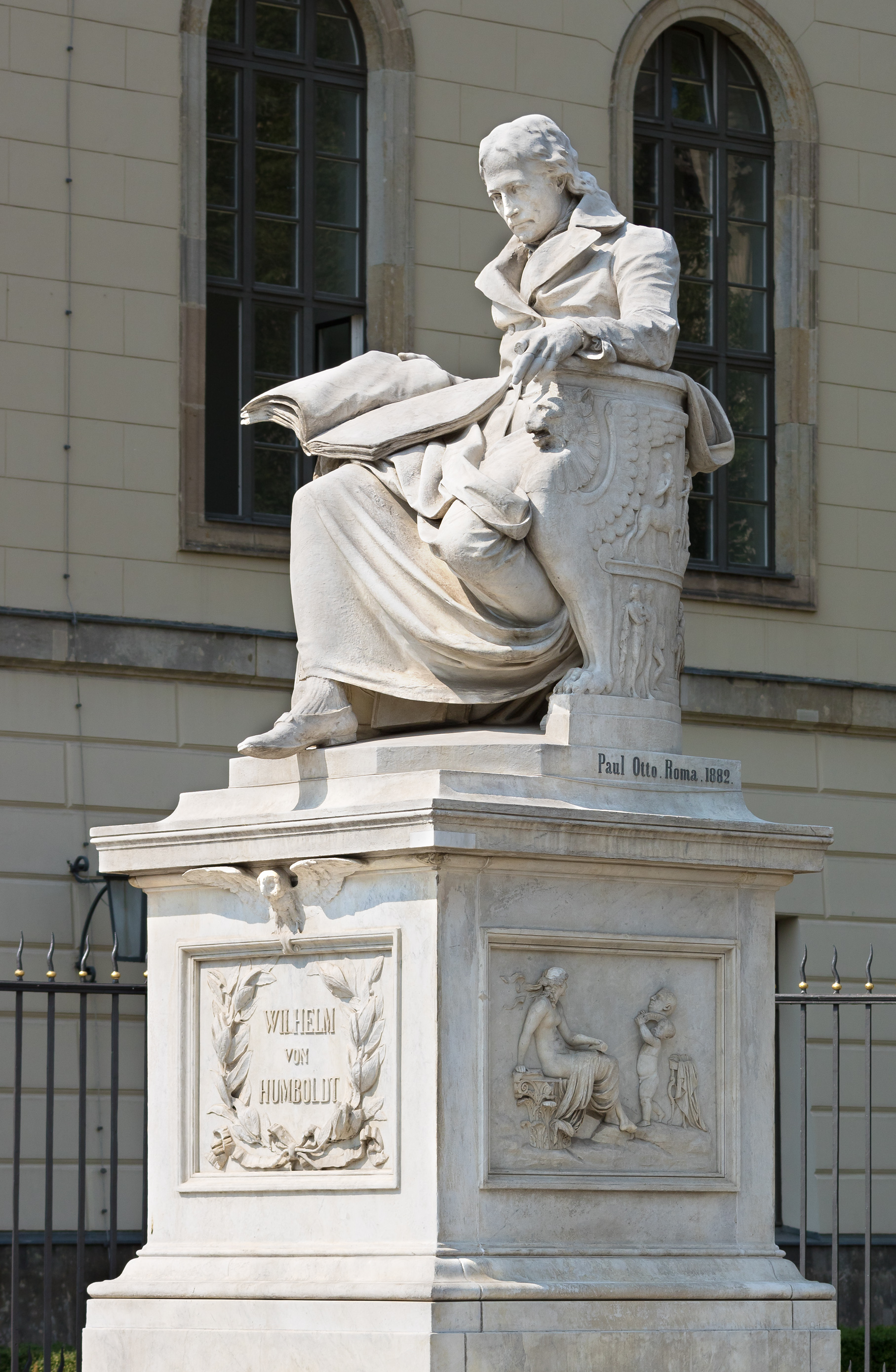
Monument voor de Humboldt-universiteit

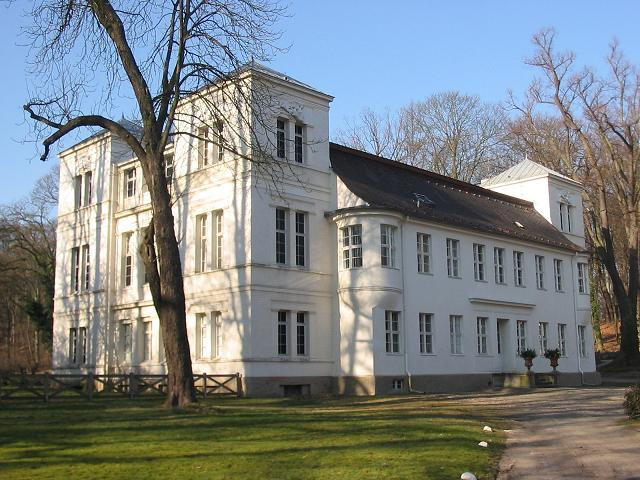
Slot Tegel, verbouwd door Karl Friedrich Schinkel

## Wetenschap
Humboldt wijdde zich sinds zijn ontslag in 1819 aan de vergelijkende taalwetenschap en geschiedfilosofie. Reeds in 1817 had hij correcties en aanvullingen op Johann Christoph Adelungs Mithridates gemaakt, met name wat betreft het Baskisch, waarmee hij op zijn reis naar Spanje in aanraking was gekomen. Andere onderzoekingen betroffen onder meer Amerindische talen, Oudegyptisch, Koptisch, Chinees, Japans, Hongaars en Sanskriet. Zijn bekendste werk is het in 1836 postuum gepubliceerde Über die Kawisprache auf der Insel Java, betreffende de Javaanse taal Kawi. De inleiding hierop, Über die Verschiedenheit des menschlichen Sprachbaus und seinen Einfluss auf die geistige Entwicklung des Menschengeschlechts, over taalverschillen en hun invloed op de menselijke ontwikkeling, heeft een grote invloed gehad op de taalfilosofie. Van hem stamt de opvatting dat taal geen ergon (statisch product) maar een energeia (dynamisch proces) is. Zijn idee dat taal de gedachtewereld bepaalt, legde mede de grondslag voor de latere Sapir-Whorf-hypothese.
Zijn geschiedfilosofische opvattingen worden tot het historisme gerekend. Voorts vertaalde hij Pindarus en Aeschylus en voerde hij gepubliceerde correspondenties met Schiller en Goethe.
Hij stichtte de Humboldt-universiteit. In Von Humboldts opzet zou de universiteit een vrijplaats zijn voor het opleiden van academici die vanuit intellectuele vrijheid en ongebondenheid een kritische bijdrage zouden leveren aan de voortgang en kwaliteit van allerlei debatten en problemen in de maatschappij. Onafhankelijk, maar niet zonder belang te hebben bij de voortgang van democratie en beschaving. In zijn model is de universiteit een institutie voor belangeloos onderzoek, beschermd door volstrekte academische vrijheid, terwijl het universitaire onderwijs wetenschappelijke vorming als hoofddoel heeft. 
Eenzelfde idee kan men terugvinden in de vele middelbare scholen die in Duitsland zijn naam (en die van zijn broer Alexander) dragen, zoals deze in Trier, Berlijn of Keulen.

## Werk
- Sokrates und Platon über die Gottheit (1787-1790)
- Ideen zu einem Versuch, die Gränzen der Wirksamkeit des Staates zu bestimmen (1791)
- Über den Geschlechtsunterschied (1794)
- Über männliche und weibliche Form (1795)
- Plan einer vergleichenden Anthropologie (1797)
- Das achtzehnte Jahrhundert (1797)
- Ästhetische Versuche I.: Über Goethe's Hermann und Dorothea (1799)
- Latium und Hellas (1806)
- Geschichte des Verfalls und Untergangs der griechischen Freistaaten (1807‒1808)
- Olympische Oden - vertaling uit het Grieks van Pindarus (1816)
- Agamemnon - vertaling uit het Grieks van Aeschylus (1816)
- Über das vergleichende Sprachstudium in Beziehung auf die verschiedenen Epochen der Sprachentwicklung (1820)
- Über die Aufgabe des Geschichtsschreibers (1821)
- Über die Entstehung der grammatischen Formen und ihren Einfluss auf die Ideenentwicklung (1822)
- Über die Buchstabenschrift und ihren Zusammenhang mit dem Sprachbau (1824)
- Bhagavad Gita (1826)
- Über den Dualis (1827)
- Über die Sprache der Südseeinseln (1828)
- Über Schiller und den Gang seiner Geistesentwicklung (1830)
- Rezension von Goethes Zweitem römischem Aufenthalt (1830)
- Über die Kawisprache auf der Insel Java (1836)

## Voetnoten
1. ↑  Ritchie Robertson (2022), The Enlightenment. The Pursuit of Happiness 1680-1790, p. 911. ISBN 9780241004838

- Bibsys: 90094339
- Biblioteca Nacional de Chile: 000210727
- Biblioteca Nacional de España: XX896904
- Bibliothèque nationale de France: cb12024576f (data)
- Catàleg d'autoritats de noms i títols de Catalunya: 981058521550806706
- CiNii: DA00121763
- Digitale Bibliotheek voor de Nederlandse Letteren: humb001
- Gemeinsame Normdatei: 118554727
- International Standard Name Identifier: 0000 0001 2145 1108
- Library of Congress Control Number: n79093041
- Nationale Bibliotheek van Letland: 000018129
- Bibliotheek van het Japanse parlement: 00444011
- Nationale Bibliotheek van Tsjechië: jn20000700744
- Nationale bibliotheek van Australië: 35213189
- Nationale Bibliotheek van Israël: 987007262944305171
- Nationale Bibliotheek van Polen: a0000001182399
- Nationale en Universitaire bibliotheek Zagreb: 000011634
- Nederlandse Thesaurus van Auteursnamen: 068476094
- Réseau des bibliothèques de Suisse occidentale: 02-A000082214
- Istituto Centrale per il Catalogo Unico: CFIV095742
- LIBRIS: 207841
- SNAC: w6w68bp3
- Système universitaire de documentation: 027382877
- Trove: 179594
- Union List of Artist Names: 500278848
- Virtual International Authority File: 100183995
- WorldCat: E39PBJpyhCFX8KbDHRXHp4Y773